# Antigo Colégio São José
O antigo Colégio São José (1880 - 2006), conhecido popularmente antes de seu fechamento como Externato São José, abrigou um dos primeiros hospitais da rede Santa Casa de Misericórdia, o antigo Asilo de Mendicidade e, essencialmente, o Externato São José. É referência urbana e histórica no Bairro da Liberdade, pois marca a expansão e a consolidação do bairro, especialmente no eixo histórico da Rua da Glória - Rua Lavapés. Além disso, durante séculos foi a principal alternativa de caminho para se chegar à cidade de Santos, o Caminho do Mar.
Além de ser uma referência urbana e histórica, o Antigo "colégio São José" também possui um grande significado histórico e cultural para a cidade de São Paulo se considerarmos seu sítio e seu conjunto arquitetônico. A história da propriedade é constituída e originária de muitos nomes importantes até mesmo para a história nacional.

## Origem

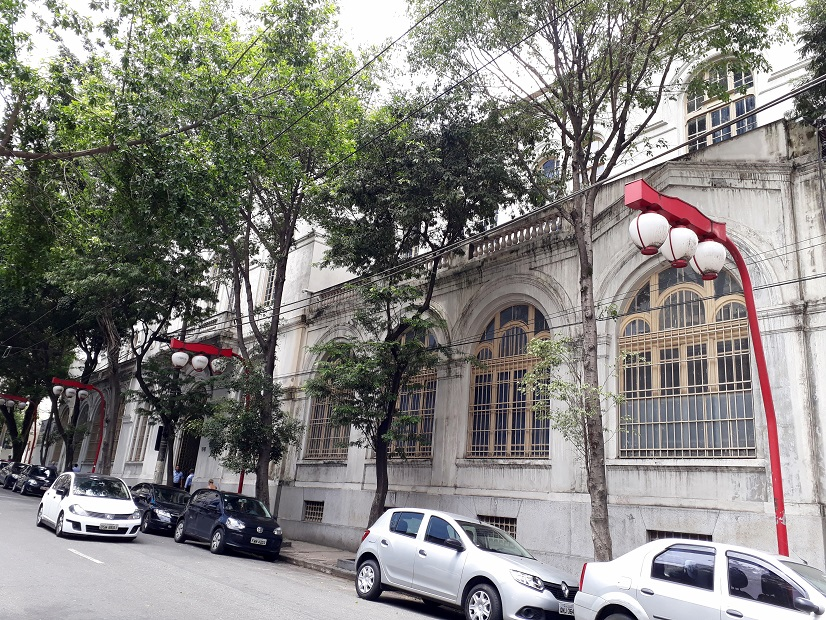
Fachada do Antigo Colégio São José. No local, funciona atualmente uma unidade da Faculdade Estácio

O antigo Colégio São José foi fundado como Externato São José no ano de 1880. O espaço do Externato, que fora residência da Marquesa de Santos,  era utilizado anteriormente como a primeira unidade hospitalar da Santa Casa de Misericórdia da cidade de São Paulo, sob a direção do médico e professor Caetano de Campos.
O prédio foi fundado no ano de 1825 com a fundação da nova unidade da Santa Casa com o Hospital de caridade, o qual era chamado de Hospital dos Lázaros, quando a região ainda era chamada de Chácara dos Ingleses. Ao mesmo tempo, foi criado o Seminário da Glória para garotas e a Roda - mais conhecida como a roda dos expostos, era vinculada às instituições caridosas (abadias, mosteiros e irmandades beneficentes). Nela eram abandonadas crianças, as quais os pais não podiam criar devido alguma razão - , determinação feita pelo governo da Província.
Quanto a essas instituições podemos dizer que estavam submetidas a uma importante questão, a da infância desamparada da época que era até o momento rejeitada na Capital e na Província de São Paulo. Dessa forma, as crianças, quando atingiam a idade de sete anos, participavam do Seminário da Glória e lá recebiam cuidados e educação, até as mulheres se casarem e os homens arrumarem um emprego.
A escola foi usada como uma instituição educacional só para mulheres até o ano de 1989, enquanto a escola só para meninos se localizava na região do atual bairro de Santana. Destacam-se como alunas da escola a famosa pintora Anita Malfatti (1889 - 1964) e a atriz Glória Menezes.
A localização edifício era de grande importância na época de sua fundação. A região da rua da Glória era uma área de grandes chácaras e, dessa forma, abastecia a cidade com a produção de alimentos durante o século XVIII. Porém, já no século XIX, a chácara da Glória foi dividida em lotes e parte do terreno passou a acolher pequenos comércios e pequenas residências, durante a chamada expansão urbana da época.
O local funcionou com uma instituição de ensino durante 126 anos, quando teve que encerrar suas atividades no ano de 2006, mais especificamente no dia 22 de dezembro com o fim do expediente administrativo, sendo desativada pela sua mantenedora Santa Casa de Misericórdia de São Paulo. A causa do encerramento das atividades do colégio foi um déficit mensal que chegava ao valor de 50 mil reais e a constante queda do número de alunos. Em 1996 o total de alunos chegava a quase 1.700, já no ano de seu fechamento a escola contava com um total de 724 alunos.

## Arquitetura
A estrutura do prédio original, da antiga Chácara dos Ingleses, era caracterizada por ser um sobrado com alguns aspectos mais urbanos, entre eles os cincos vãos em cada nível de fachada. O local chegou a ser habitado pela Marquesa de Santos (1797 - 1867) durante o período em que conhecera o então príncipe D. Pedro (1798 - 1834), entre os anos de 1817 e 1822.
Essa primeira arquitetura não oferecia as condições necessárias para acomodar um hospital, que seria a segunda unidade da Santa Casa de Misericórdia de São Paulo. Por conta disso, o Marechal de Campo Daniel Pedro Müller (1785 -1841), um engenheiro militar português, foi solicitado para dispor um novo projeto para a nova sede da Santa Casa. Dessa forma, com a finalidade de não se distanciar muito do Cemitério dos Aflitos, a mais nova unidade hospitalar foi erguida perto de sua antiga sede, dentro dos terreno da Chácara. A localização, portanto, tinha mais um ponto estratégico: conduzir facilmente os doentes falecidos até o cemitério, o qual se localizava do outro lado da rua.
O edifício designado ao novo hospital, inaugurado em 1825, não possuía e nem apresentava, porém, características e qualidade maiores do que às da sede anterior. Sua única atribuição e vantagem, talvez, era o fato de que tinha um único pavimento e isso era certamente uma característica que favorecia na execução das tarefas rotineiras do hospital.
Quando a Santa Casa decidiu se mudar de prédio para uma sede maior e mais nova, que se também se localizava na Chácara dos Ingleses, o prédio foi reformulado para a criação do Externato São José.
A arquitetura do edifício do antigo Externato São José foi realizada, projetada e posteriormente fundada pelo arquiteto Ramos de Azevedo (1851 - 1928) - era um grande nome e referência das características do período neoclássico - , o qual desenvolveu o projeto no início do século XX.
Sendo assim, o edifício, que se manteve com suas características originais até o encerramento de suas atividades até o ano de 2006, era um testemunho exemplar das transformações do programa arquitetônico de escolas privadas na cidade de São Paulo, tendo isso significado em várias partes e fases de sua construção.

## Análise
Podemos considerar o prédio, desde sua primeira estrutura como a moradia da Marquesa de Santos, bem como a base da primeira unidade hospitalar da rede Santa Casa de Misericórdia de São Paulo, como uma arquitetura, sítio e conjunto arquitetônico de extrema importância e relevância para a história da cidade de São Paulo.
O prédio que abrigou o Colégio São José funcionou durante mais de 120 anos, trazendo até o ano de encerramento de suas atividades uma quantidade significativa de contribuições para a construção da cidade que conhecemos hoje em dia, tendo-se assim um grande significado histórico e cultural.
Além disso, o edifício do antigo Externato São José é considerado uma referência urbana e histórica para o Bairro da Liberdade, pois marca a expansão e a consolidação do bairro, principalmente se citarmos o eixo histórico da Rua da Glória e da Rua Lavapés, o qual foi, durante séculos, a principal e mais importante rota em direção à cidade de Santos, sendo chamado, por esse motivo, de Caminho do Mar. Bem como, é uma referência se considerarmos sua arquitetura e sua implantação no início do século XX pelo arquiteto Ramos de Azevedo.